# طوني يونس
طوني يونس ممثل ومؤدي أصوات وشاعر لبناني.

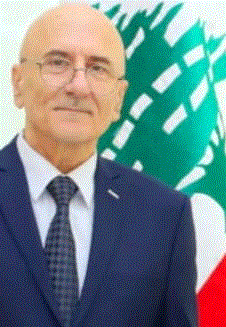

## عن حياته
الفنان طوني يونس عمل منذ العام ١٩٧٣، وهو ممثل شارك في أعمال اذاعية وتلفزيونية ومسرحية، كثيرة كما دبلج العديد من الأصوات في المسلسلات المكسيكية والأعمال الكرتونية، وشاعر له عدة مؤلفات. 

- من أعماله في الاذاعة:
شارك مع الاتحاد الفني في الاذاعة اللبنانية في برنامج "خبزنا اليومي".

-  من أعماله في التلفزيون: 
شارك في مسلسل "الفصل الأخير" مع وحيد جلال. 

- من أعماله في المسرح السياسي:
شارك مع الفيرا يونس وكريم ابو شقرا وليلى كرم في "الجلادين الأربعة".
شارك مع روجيه عساف ونضال الاشقر في مسرحية "إزار" في فندق الفينيسيا.
والكثير من الأعمال الفنية الأخرى.

- أعماله الشعرية، له المؤلفات التالية:
حديقتي
دروب القلب
لأنك لي
قلب جديد
نفسي تغني

## أعماله في الدوبلاج

### رسوم متحركة
- "سنفور قوي" في "السنافر"، وكان قد أدّى هذا الدور منذ العام 1983، بعد الفنان عمر الشمّاع، وحتى نهاية المسلسل.
- "نينجا ترتيلز" (السلاحف).
- سانشيرو
- حكمة الأقزام
- نينجا كابامارو
- رانزي المدهشة
- البطل الخماسي
- الشناكل
- والكثير من المسلسلات الكرتونية.

### مسلسلات
- "انت أو لا أحد".
- مهما كان الثمن - اوسكار.

## روابط خارجية
- طوني يونس على موقع قاعدة بيانات الأفلام العربية